# Leevi Kääriäinen
Leevi Joel Kääriäinen, född 19 april 1935 i Kouvola, är en finländsk läkare, specialist i virologi.
Kääriäinen blev medicine och kirurgie doktor 1965. Han var 1986–1989 chef för genteknologiska institutionen vid Helsingfors universitet och 1989–2000 forskningsdirektör vid universitetets biotekniska institut.
Kääriäinen har utvecklat den molekylärbiologiska virusforskningen i landet och forskat i cellmembraners struktur och funktion. Han ledde det första projektet i Finland där rekombinations-DNA-teknik användes. Kääriäinen invaldes som ledamot av Finska Vetenskapsakademien 1985. År 1991 belönades han med Matti Äyräpää-priset.